# Фелтем (тюрьма)
Тюрьма Её Величества Фелтем (более известная как учреждение для юных правонарушителей Фелтем) — тюрьма для подростков мужского пола, расположенная близ города Фелтем в лондонском округе Хоунслоу в юго-западном Лондоне. Тюрьма Фелтем находится в ведении Тюремной службы Её величества.

## История
Здание было возведено в 1854 первоначально под Промышленную школу. В 1910 тюремные комиссары отвели здание под второй борстал (тюрьма для подростков, совершивших серьёзные преступления). Существующее ныне здание было открыто как Арестантский центр в марте 1988 года.
Нынешнее учреждение было создано в 1991 как объединение Фелтемского борстала и Ашфордского арестантского центра. Оно находилось под прямым управлением Тюремной службы Её величества, тюремную службу несли королевские констебли, а не частная фирма по контракту. 
В последние годы учреждение периодически критиковалось в докладах, утверждалось, что некоторые тюремщики проявляют расизм. Доклады сопровождались волной, поднявшийся после убийства Захида Мубарака его сокамерником-расистом Робертом Стюартом в день освобождения Мубарака.  Тюрьма также знаменита своей репутацией насилия, проявляемого внутри и вне тюремной службы. Делались предложения оспорить репутацию Фелтема, включая мнение переименовать тюрьму в «HMP Bedfont Lakes». Однако эти предложения встречают лишь слабую поддержку .  
Последняя проверка Главного инспектора тюрем Её величества прошла в мае 2005. Рапорт 2005 года придаёт большое значение достигнутому прогрессу и восхваляет эффектиыне процедуры приёма и вовлечение, Команда протягивания рук решает вопросы ущерба и меры по урегулированию межрасовых проблем. Превосходно работающий сектор для добровольцев осуществляет координацию среди 25 кадровых агентств, работающих в Фелтеме.     

## Тюрьма сегодня
Подростки и юноши занимают различные жилые блоки. Каждый жилой блок назван по имени птицы. В блоках для юных преступников содержатся приблизительно 60 заключённых. Блоки для подростков содержат 30 заключённых. Почти все комнаты подростков для одиночного пребывания. Юные преступники содержатся в основном по двое, есть и одиночные комнаты. Все комнаты оборудованы сантехникой, есть телевизоры, на всей площади тюрьмы есть системы для индивидуального обучения (побудительного и для заслуживших привилегии) 
Тюремный режим включает в себя образование (на полное или частичное время), мастерские, профессиональное обучение в области строительства, фермы и сады, различные виды работ, специальную работу для склонных к злоупотреблению и рабочие квалификации. Есть различные группы по поведению правонарушителей. Среди прочих возможностей есть кадровые агентства, персональное преподавание, и курсы адаптации к предстоящему освобождению.  

## В популярной культуре
Тюрьма Фелтем является темой трека рок-группы Hard-Fi «Feltham Is Singing Out» (Фелтем выкликает)